# Letnie Igrzyska Olimpijskie 1972
XX Letnie Igrzyska Olimpijskie (oficjalnie Igrzyska XX Olimpiady) odbyły się w 1972 roku w Monachium (Niemcy Zachodnie). O organizację tych igrzysk starały się również miasta: Detroit (USA), Madryt (Hiszpania) i Montreal (Kanada). Podczas igrzysk doszło do zamachu terrorystycznego.

## Państwa uczestniczące

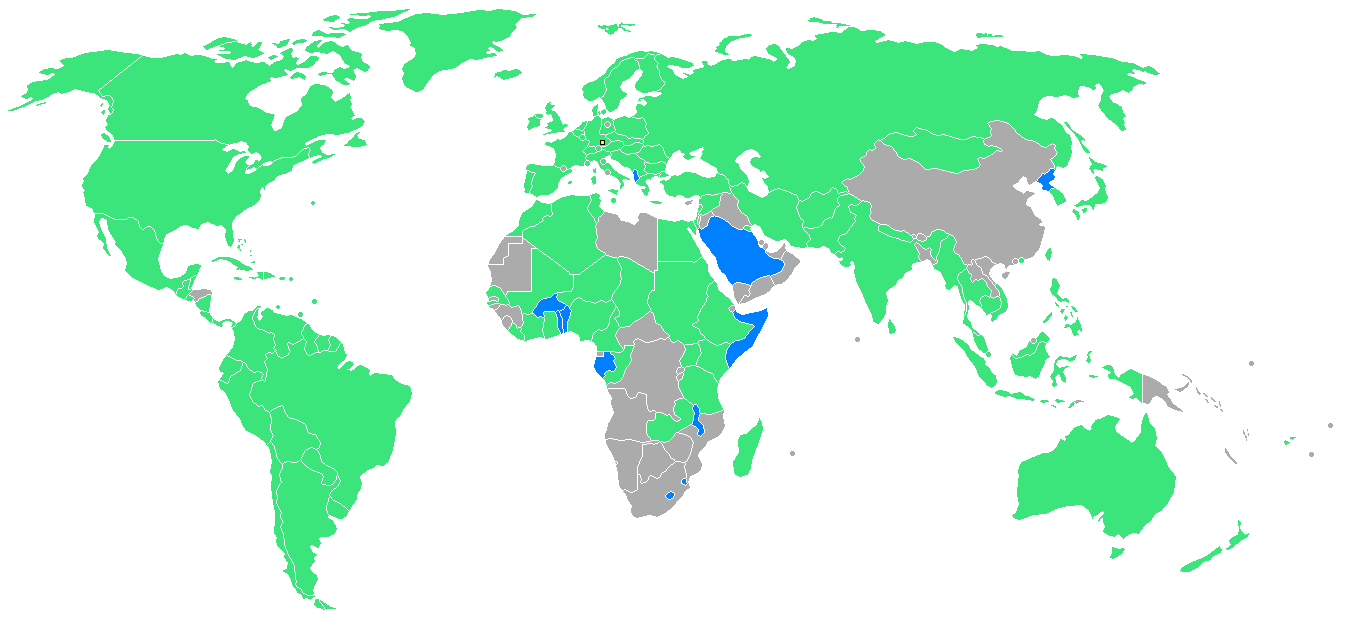
Państwa uczestniczące

| - Afganistan - Albania - Algieria - Antyle Holenderskie - Arabia Saudyjska - Argentyna - Australia - Austria - Bahamy - Barbados - Belgia - Bermudy - Birma - Boliwia - Brazylia - Bułgaria - Cejlon - Chile - Republika Chińska - Czad - Czechosłowacja - Dahomej - Dania - Dominikana - Egipt - Ekwador - Etiopia - Fidżi - Filipiny - Finlandia - Francja | - Gabon - Ghana - Górna Wolta - Grecja - Gujana - Gwatemala - Haiti - Hiszpania - Holandia - Honduras Brytyjski - Hongkong - Indie - Indonezja - Iran - Irlandia - Islandia - Izrael - Jamajka - Japonia - Jugosławia - Kambodża - Kamerun - Kanada - Kenia - Kolumbia - Kongo - Korea Południowa - Korea Północna - Kostaryka - Kuba | - Kuwejt - Lesotho - Liban - Liberia - Liechtenstein - Luksemburg - Madagaskar - Malawi - Malezja - Mali - Malta - Maroko - Meksyk - Monako - Mongolia - Nepal - Niger - Nigeria - Nikaragua - Norwegia - Nowa Zelandia - NRD - Pakistan - Panama - Paragwaj - Peru - Polska - Portoryko - Portugalia - RFN - Rumunia | - Salwador - San Marino - Senegal - Singapur - Somalia - Stany Zjednoczone - Suazi - Sudan - Surinam - Syria - Szwajcaria - Szwecja - Tajlandia - Tanzania - Togo - Trynidad i Tobago - Tunezja - Turcja - Uganda - Urugwaj - Wenezuela - Węgry - Wielka Brytania - Wietnam Południowy - Włochy - Wybrzeże Kości Słoniowej - Wyspy Dziewicze Stanów Zjednoczonych - Zambia - ZSRR |

Na Igrzyskach w Monachium zadebiutowało 11 państw: Albania, Arabia Saudyjska, Benin (jako Dahomej), Burkina Faso (jako Górna Wolta),
Gabon, Korea Północna, Lesotho, Malawi, Somalia, Suazi i Togo

## Otwarcie

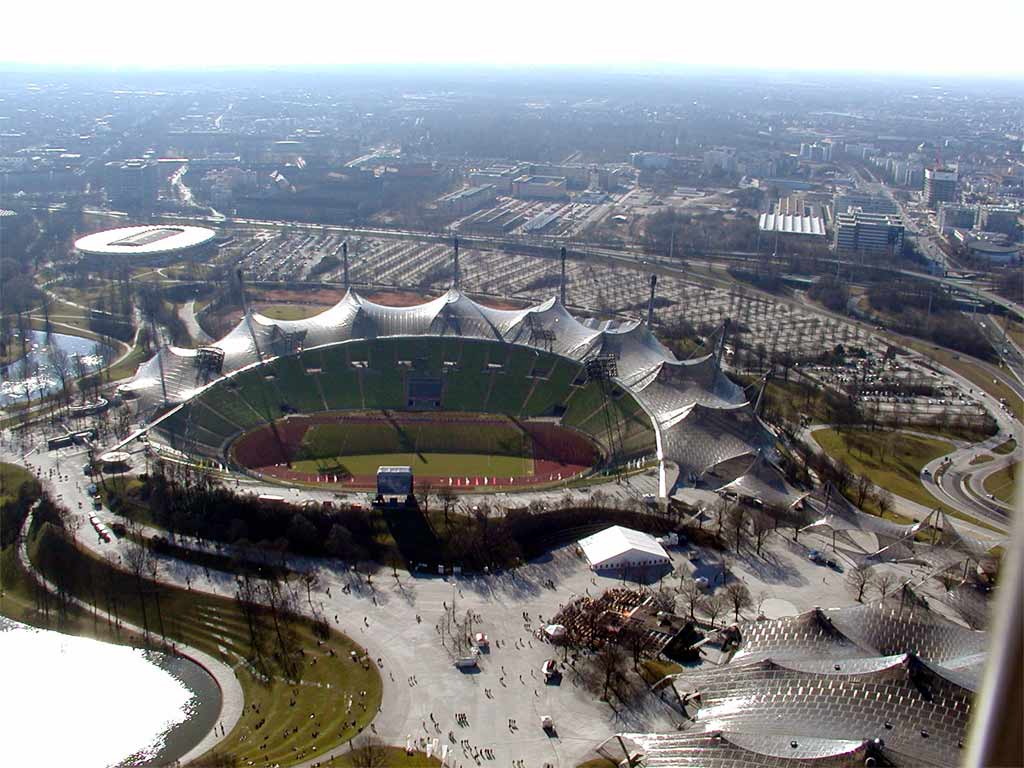
Stadion Olimpijski

Uroczystość otwarcia odbyła się 26 sierpnia 1972 roku na Stadionie Olimpijskim w Monachium. Uroczystego otwarcia dokonał Gustav Heinemann, prezydent RFN. Znicz olimpijski został zapalony przez niemieckiego lekkoatletę Günther Zahn.

## Zamach
W trakcie igrzysk nastąpił zamach terrorystyczny. 5 września grupa Palestyńczyków z organizacji „Czarny Wrzesień” wdarła się przez mur do wioski olimpijskiej około godziny 4:00, zostali zauważeni przez pracowników poczty. Pracownicy ci, widząc grupę ubraną w dresy, pomyśleli, że są to sportowcy wracający z nocnej zabawy, dlatego nie włączali alarmu. Palestyńczycy weszli do budynku zamieszkiwanego przez izraelskich sportowców, których wzięli jako zakładników, zabijając przy tym dwóch, którzy stawili opór. Terroryści domagali się uwolnienia Palestyńczyków, przetrzymywanych w Izraelu. Po nieudanej akcji policjantów w strzelaninie zostało zabitych kolejnych 9 sportowców izraelskich, 5 terrorystów oraz jeden niemiecki policjant. Kolejnych trzech terrorystów aresztowano. Spodziewano się, że igrzyska zostaną zamknięte, co jednak nie nastąpiło (Avery Brundage wyraził swoje stanowisko słowami „The games must go on” (Zawody muszą trwać dalej)).

## Maskotka
Po raz pierwszy na letnich igrzyskach olimpijskich została oficjalnie zaprezentowana maskotka igrzysk, był nim jamnik Waldi w kolorach: niebieski, pomarańczowy i zielony. Od tej pory na każdych kolejnych igrzyskach była prezentowana maskotka igrzysk.

## Wyniki zawodów
| - boks (szczegóły) - gimnastyka (szczegóły) - hokej na trawie (szczegóły) - jeździectwo (szczegóły) - judo (szczegóły) - kajakarstwo (szczegóły) - kolarstwo (szczegóły) - koszykówka (szczegóły) - lekkoatletyka (szczegóły) - łucznictwo (szczegóły) - pięciobój nowoczesny (szczegóły) - piłka nożna (szczegóły) |  | - piłka ręczna (szczegóły) - piłka wodna (szczegóły) - pływanie (szczegóły) - podnoszenie ciężarów (szczegóły) - siatkówka (szczegóły) - skoki do wody (szczegóły) - strzelectwo (szczegóły) - szermierka (szczegóły) - wioślarstwo (szczegóły) - zapasy (szczegóły) - żeglarstwo (szczegóły) |

### Dyscypliny pokazowe
- badminton (szczegóły)
- narciarstwo wodne (szczegóły)

## Medale zdobyte przez Polaków

### Złote
- Jan Szczepański – boks – waga lekka
- Władysław Komar – lekkoatletyka – pchnięcie kulą
- Zygmunt Smalcerz – podnoszenie ciężarów – waga musza
- Józef Zapędzki – strzelectwo – pistolet szybkostrzelny
- Witold Woyda – szermierka – floret
- Zygmunt Anczok, Lesław Ćmikiewicz, Kazimierz Deyna, Robert Gadocha, Zbigniew Gut, Jerzy Gorgoń, Andrzej Jarosik, Kazimierz Kmiecik, Hubert Kostka, Jerzy Kraska, Grzegorz Lato, Włodzimierz Lubański, Joachim Marx, Zygmunt Maszczyk, Marian Ostafiński, Marian Szeja, Zygfryd Szołtysik, Antoni Szymanowski, Ryszard Szymczak – piłka nożna, trener – Kazimierz Górski
- Lech Koziejowski, Witold Woyda, Marek Dąbrowski, Arkadiusz Godel, Jerzy Kaczmarek – szermierka – floret drużynowo

### Srebrne
- Wiesław Rudkowski – boks – waga lekkośrednia
- Antoni Zajkowski – judo – waga lekka
- Edward Barcik, Lucjan Lis, Stanisław Szozda, Ryszard Szurkowski – kolarstwo szosowe – wyścig drużynowy na 100 km
- Irena Szydłowska – łucznictwo – wielobój
- Norbert Ozimek – podnoszenie ciężarów – waga półciężka

### Brązowe
- Leszek Błażyński – boks – waga musza
- Janusz Gortat – boks – waga półciężka
- Rafał Piszcz, Władysław Szuszkiewicz – kajakarstwo – dwójka 1000 m
- Andrzej Bek, Benedykt Kocot – kolarstwo torowe – tandemy
- Ryszard Katus – lekkoatletyka, dziesięciobój
- Irena Szewińska – lekkoatletyka – bieg na 200 metrów
- Zbigniew Kaczmarek – podnoszenie ciężarów – waga lekka
- Kazimierz Lipień – zapasy – styl klasyczny, waga piórkowa
- Czesław Kwieciński – zapasy – styl klasyczny, waga półciężka

## Klasyfikacja medalowa
| Klasyfikacja medalowa              |                   |    |    |    |         |
| Lp.                                | Państwo           |    |    |    | Łącznie |
| 1                                  | ZSRR              | 50 | 27 | 22 | 99      |
| 2                                  | Stany Zjednoczone | 33 | 31 | 30 | 94      |
| 3                                  | NRD               | 20 | 23 | 23 | 66      |
| 4                                  | RFN               | 13 | 11 | 16 | 40      |
| 5                                  | Japonia           | 12 | 8  | 8  | 28      |
| 6                                  | Australia         | 8  | 7  | 2  | 17      |
| 7                                  | Polska            | 7  | 5  | 9  | 21      |
| 8                                  | Węgry             | 6  | 13 | 16 | 35      |
| 9                                  | Bułgaria          | 6  | 10 | 5  | 21      |
| 10                                 | Włochy            | 5  | 3  | 10 | 18      |
| Zobacz pełną klasyfikację medalową |                   |    |    |    |         |

## Zamknięcie
W Monachium na zakończenie wszyscy zawodnicy trzymali się za ręce w symbolicznym geście zbratania się wobec tragedii, jaka miała miejsce w trakcie igrzysk.